# Ivet Lalova-Collio
Ivet Lalova-Collio (bulgariska: Ивет Мирославова Лалова, Ivet Miroslavova Lalova), född den 18 maj 1984 i Sofia, är en bulgarisk friidrottare som tävlar i kortdistanslöpning.
Lalova slog igenom som en av de främsta europeiska juniorerna på 100 och 200 meter. 2003 blev hon bland annat europeisk juniormästare på 200 meter. 2004 sprang hon vid en tävling i Plovdiv 100 meter på tiden 10,77 vilket placerar henne på sjätte plats genom tiderna efter Florence Griffith-Joyner, Marion Jones, Christine Arron, Merlene Ottey och Evelyn Ashford. Tiden var dock kontroversiell eftersom hon slog sitt eget personliga rekord med över 3 tiondelar på 100 m och att hon var mycket snabbare än de andra i startfältet ifrån startblocken. Vilket gjorde bland annat att hon beskylldes att ha gjort en grov tjuvstart. Starten återkallade dock aldrig startfältet men det publicerades aldrig några siffror ifrån startkontrollutrustningen vilket gör att det är oklart om det var exempelvis en tjuvstart som låg bakom hennes tid. 
Lalovas andra bästa tid på 100 m är 10,96 och sattes i Sliven år 2011.
Samma år deltog hon vid Olympiska sommarspelen i Aten där hon slutade fyra på 100 meter på tiden 11,00. Vid samma mästerskap blev hon femma på 200 meter på tiden 22,57. 
Under 2005 blev hon europamästare inomhus på 200 meter när hon vann på tiden 22,91. Senare samma år råkade hon ut för en olycka vid en tävling i Aten då hon krockade med en tävlande och bröt lårbenet. Hon var tillbaka först till VM 2007 i Osaka då hon blev utslagen i kvartsfinalen. Hon deltog även vid Olympiska sommarspelen 2008 och blev utslagen i semifinalen på 100 meter och i kvartsfinalen på 200 meter. Hennes första medalj i mästerskapssammanhang utomhus kom den 28 juni 2012 i Helsingfors då hon vann 100 meter före Olesia Povch med 4/100 sekunder.
Lalova är sedan 2013 gift med den italienske kortdistanslöparen Simone Collio.

## Personliga rekord
- 100 meter – 10,77 (2004)
- 200 meter – 22,32 (2015)